# کراتونوهی
کراتونوهی (به چکی: Kratonohy) یک منطقهٔ مسکونی در جمهوری چک است که در ناحیه هرادتس کرالووه واقع شده‌است. کراتونوهی ۵۷۴ نفر جمعیت دارد.